# Diplotropis purpurea
Espèce
Synonymes
- Bowdichia brasiliensis (Tul.) Ducke
- Diplotropis triloba Gleason (préféré par UICN)

Statut de conservation UICN

 LC  : Préoccupation mineure
Diplotropis purpurea, le Cœur dehors, est une espèce de plantes à fleurs de la famille des Fabaceae. C'est un arbre tropical présent du nord du Brésil et sur le plateau des Guyanes.
Il se rencontre sporadiquement, de préférence en terrains frais, mais non marécageux. C'est une essence de lumière que l'on trouve en forêt primaire ou secondaire.

## Liste des variétés et formes
Selon Catalogue of Life (11 septembre 2013) :
- variété Diplotropis purpurea var. leptophylla
- variété Diplotropis purpurea var. purpurea

Selon The Plant List (11 septembre 2013) :
- variété Diplotropis purpurea var. leptophylla (Kleinhoonte) Amshoff

Selon Tropicos (11 septembre 2013) (Attention liste brute contenant possiblement des synonymes) :
- variété Diplotropis purpurea var. belemensis (Ducke) Amshoff
- variété Diplotropis purpurea var. belemnensis (Ducke) Amshoff
- variété Diplotropis purpurea var. brasiliensis (Tul.) Amshoff
- variété Diplotropis purpurea var. coriacea (Ducke) Amshoff
- variété Diplotropis purpurea var. leptophylla (Kleinhoonte) Amshoff
- variété Diplotropis purpurea var. purpurea
- forme Diplotropis purpurea fo. brasiliensis (Tul.) Yakovlev
- forme Diplotropis purpurea fo. coriacea (Ducke) Yakovlev
- forme Diplotropis purpurea fo. leptophylla (Kleinhoonte) Yakovlev